# Gotham Central
Gotham Central est une série de comics publiée par DC Comics consacrée au quotidien de la police de la ville fictive de Gotham, cadre des aventures de Batman. Le thème principal de la série est la difficulté d’être policier dans une ville où cohabitent Batman et de nombreux super-vilains. Un autre thème sous-jacent est celui de la corruption de la police.
La série a été écrite par Ed Brubaker et Greg Rucka et initialement mise en image par Michael Lark.

## Historique de la publication
Les scénaristes Greg Rucka et Ed Brubaker avaient déjà travaillé sur un crossover de Batman appelé Officer Down. Ils désiraient faire une série basée sur la police de Gotham, projet qui a été approuvé par DC. Rucka et Brubaker voulaient Michael Lark comme dessinateur, mais ce dernier n'était pas immédiatement disponible. Cela leur a permis de prendre de l’avance sur les intrigues. Ils ont écrit le premier arc ensemble, puis se sont partagé les histoires, Rucka s’occupant de l’équipe de jour, et Brubaker de l’équipe de nuit.

### Problèmes de vente
Gotham Central a obtenu un grand succès critique, comme en témoignent ses multiples nominations aux Eisner Award (meilleure nouvelle série, meilleur(s) scénariste(s), et meilleur dessinateur/encreur). Malgré cette bonne presse et la publicité qu’ont fait les fans, la série a globalement été un échec commercial, la plupart des numéros ayant du mal à rentrer dans le top 100 des ventes de comics. Cependant, DC, encouragé par les ventes de la première intégrale, a laissé les créateurs poursuivre leur travail. Au bout de trois ans de publication, la série s'est arrêtée. Même vers la fin de la publication, les ventes n'ont pas décollé : l'avant-dernier numéro, le #37 a atteint la 102e place, et le #38 la 120e place du classement des ventes.

### La fin
Répondant aux suppositions des fans selon lesquelles la série aurait été annulée en raison de ses faibles ventes, Greg Rucka a expliqué que DC était prêt à continuer la publication de la série tant qu'il le souhaitait et que c'est de son propre chef qu’il a choisi de l'arrêter. Pour lui, le sort de la série s'est de fait décidé lorsque Lark arrêta de la dessiner après le #25 puis que Brubaker la quitta après l’arc Dead Robin, car il ne se voyait pas continuer sans les auteurs originaux.

## Les personnages
Le casting de Gotham Central était divisé entre les équipes de jour et de nuit, avec des arcs alternants entre les deux groupes de personnages. Les personnages principaux dans les rangs des détectives étaient Marcus Driver, Romy Chandler, Renee Montoya, Crispus Allen et Josephine "Josie Mac" MacDonald. 
Leurs supérieurs, le commissaire Michael Akins, le capitaine Margaret "Maggie" Sawyer et le lieutenant Ron Probson, apparaissent également en bonne place. Jim Corrigan, un enquêteur corrompu, apparaît vers la fin de la série. 
Les seconds rôles sont principalement tirés de l'importante liste des membres du département de police de Gotham City. Les personnages secondaires de longue date de Batman, James Gordon et Harvey Bullock, ont également fait des apparitions récurrentes. Batman, lui-même, bien qu'on ne le voie pas souvent, a joué un rôle important dans la série. 

## Arcs narratifs
| Titre original                  | Titre français                   | Épisodes | Scénariste               | Dessinateur                     |
| ------------------------------- | -------------------------------- | -------- | ------------------------ | ------------------------------- |
| In The Line of Duty             | Dans l’exercice de ses fonctions | no 1-2   | Ed Brubaker & Greg Rucka | Michael Lark                    |
| Motive                          | Le Mobile                        | no 3-5   | Ed Brubaker              | Michael Lark                    |
| Half a Life                     | Pour moitié                      | no 6-10  | Greg Rucka               | Michael Lark                    |
| Daydreams and Believers         | Rêveries et tristes réalités     | no 11    | Ed Brubaker              | Brian Hurtt                     |
| Soft Targets                    | Cibles mouvantes                 | no 12-15 | Ed Brubaker & Greg Rucka | Michael Lark & Stefano          |
| Life is Full of Disappointments | La vie est pleine de déceptions  | no 16-18 | Ed Brubaker & Greg Rucka | Greg Scott                      |
| Unresolved                      | Irrésolu                         | no 19-22 | Ed Brubaker              | Michael Lark & Stefano Gaudiano |
| Corrigan                        | Corrigan                         | no 23-24 | Greg Rucka               | Michael Lark & Stefano Gaudiano |
| Lights Out                      | Extinction des feux              | no 25    | Greg Rucka               | Michael Lark & Stefano Gaudiano |
| On The Freak Beat               | Boulevard des tordus             | no 26-27 | Ed Brubaker              | Jason Alexander                 |
| Keystone Kops                   | Kollègues de Keystone            | no 28-31 | Greg Rucka               | Stefano Gaudiano & Kano         |
| Nature                          | Loi naturelle                    | no 32    | Greg Rucka               | Steve Lieber                    |
| Dead Robin                      | Mort à Robin                     | no 33-36 | Ed Brubaker & Greg Rucka | Kano & Stefano Gaudiano         |
| Sunday Bloody Sunday            | Bloody Sunday                    | no 37    | Greg Rucka               | Steve Lieber                    |
| Corrigan II                     | Corrigan II                      | no 38-40 | Greg Rucka               | Kano & Stefano Gaudiano         |

L’histoire la plus célèbre de Gotham Central est Half a Life, qui a obtenu plusieurs récompenses.

## Récompenses
- Eisner Award – meilleure histoire publiée sous forme de feuilleton 2004 pour Half a Life (Gotham Central #6-10).
- Harvey Award – meilleur épisode ou histoire 2004 pour Half a Life, ex æquo avec Love and Rockets #9).

## Publications

### Éditions américaines
- Volume 1 : In the Line of Duty  (ISBN 1-4012-0199-7) ; contient Gotham Central #1-5
- Volume 2 : Half a Life  (ISBN 1-4012-0438-4) ; contient Batman Chronicles #16, Detective Comics #747 et Gotham Central #6-10
- Volume 3 : Unresolved Targets  (ISBN 1-56389-995-7) ; contient Gotham Central #12-15 et #19-22
- Volume 4 : The Quick and the Dead  (ISBN 1-4012-0912-2) ; contient Gotham Central #23-25 et #28-31
- Volume 5 : Dead Robin  (ISBN 1-4012-1329-4) ; contient Gotham Central #33-40

### Éditions françaises
- Semic
  1. Dans l'exercice de ses fonctions, 05/2004 (Gotham Central #1-5)
  2. Pour moitié, 03/2005 (Gotham Central #6-11)
- Panini Comics
  1. Pris pour cible, 05/2006 (Gotham Central #12-15)
  2. Affaire non classée, 03/2007 (Gotham Central #16-22)
  3. Extinction, 11/2007 (Gotham Central #23-40)

- Urban Comics
  1. Tome 1, 04/2014 (Gotham Central #1-10)
  2. Tome 2, 10/2014 (Gotham Central #11-22)
  3. Tome 3, 03/2015 (Gotham Central #23-31 + Josie Mac in BACK-UP DETECTIVE COMICS #763-769)
  4. Tome 4, 07/2015 (Gotham Central #32-40 + Detective Comics #770-772, 784)